# DCK
DCK är Buckethead's fjärde album som anagramet Death Cube K.

## Låtlsita
1. Inget namn 1 - 5:55
2. Inget namn 2 - 5:58
3. Inget namn 3 - 4:06
4. Inget namn 4 - 6:33
5. Inget namn 5 - 6:10
6. Inget namn 6 - 5:28
7. Inget namn 7 - 3:44
8. Inget namn 8 - 7:47
9. Inget namn 9 - 5:47